# Palaeorhiza miranda
Palaeorhiza miranda är en biart som beskrevs av Hirashima 1978. Palaeorhiza miranda ingår i släktet Palaeorhiza och familjen korttungebin. Inga underarter finns listade i Catalogue of Life.